# Paul Kasey
 (mars 2023).
La mise en forme du texte ne suit pas les recommandations de Wikipédia : il faut le « wikifier ».
Les points d'amélioration suivants sont les cas les plus fréquents :
- Les titres sont pré-formatés par le logiciel. Ils ne sont ni en capitales, ni en gras.
- Le texte ne doit pas être écrit en capitales (les noms de famille non plus), ni en gras, ni en italique, ni en « petit »…
- Le gras n'est utilisé que pour surligner le titre de l'article dans l'introduction, une seule fois.
- L'italique est rarement utilisé : mots en langue étrangère, titres d'œuvres, noms de bateaux, etc.
- Les citations ne sont pas en italique mais en corps de texte normal. Elles sont entourées par des guillemets français : « et ».
- Les listes à puces sont à éviter, des paragraphes rédigés étant largement préférés. Les tableaux sont à réserver à la présentation de données structurées (résultats, etc.).
- Les appels de note de bas de page (petits chiffres en exposant, introduits par l'outil «  Source ») sont à placer entre la fin de phrase et le point final[comme ça].
- Les liens internes (vers d'autres articles de Wikipédia) sont à choisir avec parcimonie. Créez des liens vers des articles approfondissant le sujet. Les termes génériques sans rapport avec le sujet sont à éviter, ainsi que les répétitions de liens vers un même terme.
- Les liens externes sont à placer uniquement dans une section « Liens externes », à la fin de l'article. Ces liens sont à choisir avec parcimonie suivant les règles définies. Si un lien sert de source à l'article, son insertion dans le texte est à faire par les notes de bas de page.
- La présentation des références doit suivre les conventions bibliographiques. Il est recommandé d'utiliser les modèles {{Ouvrage}}, {{Chapitre}}, {{Article}}, {{Lien web}} et/ou {{Bibliographie}}. Le mode d'édition visuel peut mettre en forme automatiquement les références.
- Insérer une infobox (cadre d'informations à droite) n'est pas obligatoire pour parachever la mise en page.

Pour une aide détaillée, merci de consulter Aide:Wikification.
Si vous pensez que ces points ont été résolus, vous pouvez retirer ce bandeau et améliorer la mise en forme d'un autre article.
Paul Kasey, né le 5 août 1973 dans le Kent, est un acteur britannique.
Il est assez connu pour faire un grand nombre de monstres et extra-terrestres dans les séries de la franchise Doctor Who depuis le retour de la série en 2005.

## Rôles joués dansDoctor Who
- Auton - Rose
- Lute de la Forêt de Cheem - La Fin du monde
- Slitheen - L'Humanité en péril - Troisième Guerre mondiale
- Anne Droïde - Le Grand Méchant Loup
- Trine-E et Zu-Zana - Le Grand Méchant Loup
- L'homme-horloge - La Cheminée des temps
- Les Cybermen - Double épisode Le Règne des Cybermen - L'Armée des ombres - Adieu Rose - Cyber Noël
- Un Ood - Double épisode La Planète du Diable - Le Chant des Oods - La Conquête de Mars - La Prophétie de Noël - L'Âme du TARDIS - Death is the Only Answer
- Le Hoix - L.I.N.D.A
- Robots pères noëls - L'Invasion de Noël - Le Mariage de Noël
- Des Judoons - La Loi des Judoons - La Terre volée - Praxeus
- Le cochon esclave - L'Expérience finale/DGM : Dalek génétiquement modifié
- Hôtes - Une croisière autour de la Terre
- Hath Peck - La Fille du Docteur
- Sorvin - Planète Morte
- Le Whisperman - Le Nom du Docteur

## Rôles joués dansTorchwood
- Weevil (13 épisodes)
- Le Blowfish - Le Retour de Jack - Fragments
- Le Hoix - La Faille

## Rôles joués dansThe Sarah Jane Adventures
- Slitheen et Blathereen - Revenge of the Slitheen - The Lost Boy - The Gift
- Kudlak - L'empereur - La Maîtresse - Warriors of Kudlak
- Le Capitaine Tybo, Judoon - Prisoner of the Judoon
- Le Cavalier Noir - Mona Lisa's Revenge

## Rôles joués dansStar  Wars
- 2015 :  Star Wars, épisode VII : Le Réveil de la Force :  Ello Asty et C'ai Threnalli
- 2017 : Star Wars, épisode VIII : Les Derniers Jedi :  C'ai Threnalli
- 2019 : Star Wars, épisode IX : L'Ascension de Skywalker : C'ai Threnalli